# Стивенс (округ, Техас)
Округ Стивенс (англ. Stephens) — округ штата Техас Соединённых Штатов Америки. На 2000 год в нём проживало 9674 человек. По оценке бюро переписи населения США в 2009 году население округа составляло 9632 человек. Окружным центром является город Брекенридж.

## История
Округ Стивенс был сформирован в 1858 году. Он был назван в честь Александра Гамильтона Стивенса, единственного вице-президента Конфедеративных Штатов Америки.

## География
По данным бюро переписи населения США площадь округа Стивенс составляет 2387 км², из которых 2317 км² — суша, а 70 км² — водная поверхность (2,91 %).

### Основные шоссе
- Шоссе 180
- Шоссе 183
- Автострада 67

### Соседние округа
- Янг  (север)
- Пало-Пинто  (восток)
- Истленд  (юг)
- Шакелфорд  (запад)
- Трокмортон  (северо-запад)